# Mpox
Mpox (vroeger apenpokken genoemd) is een virusinfectie die wordt veroorzaakt door het mpox-virus (monkeypox virus of MPV voorheen apenpokkenvirus) en vooral in West- en Midden-Afrika voorkomt. Het is een zoönose (ziekte die van dier op mens kan overgaan) die vooral voorkomt bij knaagdieren in Afrika. De ziekte verloopt bij mensen meestal mild.
De ziekte kan worden verspreid door het gebruik van bushmeat, een beet of krab van een dier, lichaamsvloeistoffen, besmette voorwerpen of nauw contact met een geïnfecteerd persoon. Aangenomen wordt dat het virus normaal gesproken circuleert onder bepaalde knaagdieren in Afrika. De diagnose kan worden bevestigd door een laesie te testen op het DNA van het virus. De ziekte kan lijken op waterpokken.
Het pokken-vaccin kan infectie voorkomen met een effectiviteit van 85%. In 2019 werd in de Verenigde Staten een vaccin tegen apenpokken goedgekeurd. Er zijn geen apenpokken-specifieke behandelingen. Cidofovir of brincidofovir kunnen nuttig zijn. In Afrika lopen meldingen van het risico op overlijden zonder behandeling op tot 10%.
De apenpokken komen van oudsher vooral voor in Centraal- en West-Afrika. De ziekte werd voor het eerst geïdentificeerd in 1958 bij laboratoriumapen. De eerste gevallen bij mensen werden gevonden in 1970 in de Democratische Republiek Congo. Een uitbraak die in 2003 in de Verenigde Staten plaatsvond, was terug te voeren op een dierenwinkel waar uit Ghana geïmporteerde knaagdieren werden verkocht. De eerste gevallen van wijdverbreide overdracht van apenpokken door de gemeenschap buiten Afrika deden zich voor tijdens een uitbraak in het Verenigd Koninkrijk in mei 2022.
Op 20 mei 2022 werd het eerste geval van apenpokken in Nederland vastgesteld, en dezelfde dag twee in België.

## Tekenen en symptomen
Symptomen beginnen met koorts, hoofdpijn, spierpijn en vermoeidheid. In tegenstelling tot de veel ernstiger pokken, zijn er ook gezwollen klieren. Dit wordt gevolgd door uitslag die blaren en korsten vormt. Binnen een paar dagen of langer na de koorts verschijnen laesies, meestal eerst op het gezicht voordat ze zich naar andere delen van het lichaam verspreiden. Ze beginnen als kleine platte plekjes, voordat ze kleine bultjes worden die zich vervolgens vullen met eerst heldere vloeistof en vervolgens pus, die vervolgens openbarsten en korsten vormen. Het lijkt identiek aan de uitslag van pokken. Een getroffen persoon kan twee tot vier weken onwel blijven.
De tijd vanaf blootstelling tot het begin van de symptomen is ongeveer tien dagen. De duur van de symptomen is meestal twee tot vier weken.
In ziekte-endemische gebieden in Afrika is een beperkte verspreiding van infectie van mens-op-mens gemeld.

## Oorzaak

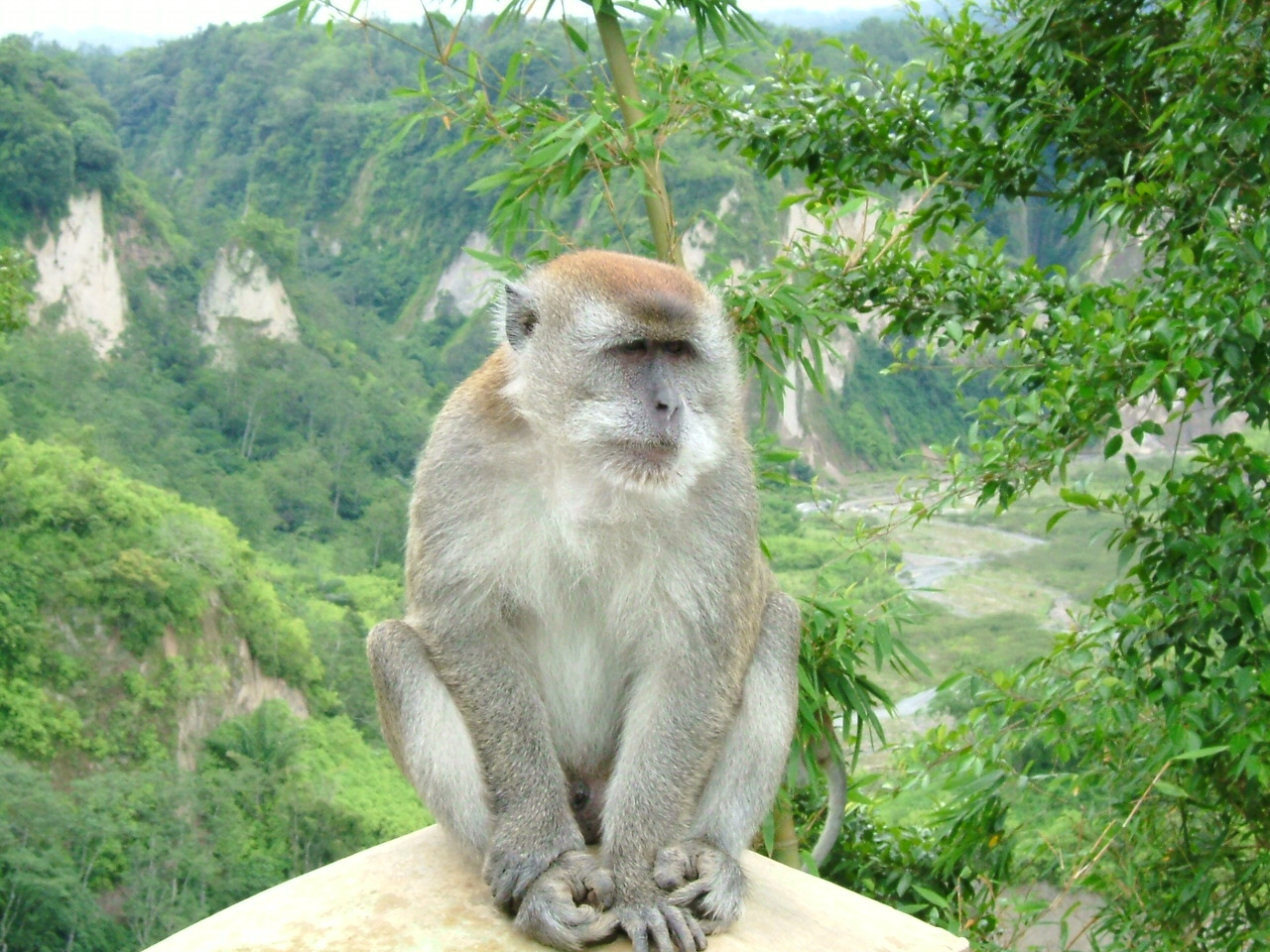
Een cynomolgus-aap, of krabetende makaak

Het apenpokkenvirus veroorzaakt de ziekte bij zowel mensen als dieren. Het werd voor het eerst geïdentificeerd door Preben von Magnus in 1958 als een pathogeen van krabetende makaken (Macaca fascicularis) die als proefdieren werden gebruikt, toen twee uitbraken van een pokkenachtige ziekte plaatsvonden in kolonies van apen die voor onderzoek werden gehouden. De krabetende makaak wordt vaak gebruikt voor neurologische experimenten.

## Diagnose
Klinische differentiële diagnose moet rekening houden met andere huiduitslagziekten, zoals waterpokken, mazelen, bacteriële huidinfecties, schurft, syfilis en medicatiegerelateerde allergieën. Lymfadenopathie tijdens het prodromale stadium van de ziekte kan apenpokken onderscheiden van waterpokken of pokken. De diagnose kan worden geverifieerd door te testen op het virus. Polymerasekettingreactie (PCR) testen van monsters van huidlaesies is de laboratoriumtest die de voorkeur heeft; PCR-bloedonderzoeken zijn meestal niet doorslaggevend omdat het virus niet erg lang in het bloed blijft. Om de testresultaten te interpreteren is informatie nodig over de datum waarop de koorts begon, de datum waarop de uitslag begon, de datum waarop het monster werd afgenomen, het huidige stadium van de uitslag en de leeftijd van de patiënt.

## Preventie
Besmetting kan worden voorkomen door lichamelijk contact te vermijden met iemand die mpox heeft. 

## Vaccinatie
Vaccinatie tegen pokken wordt verondersteld bescherming te bieden tegen menselijke apenpokkeninfectie, omdat het nauw verwante virussen zijn en het vaccin dieren beschermt tegen experimentele dodelijke apenpokken-besmettingen. Dit is niet overtuigend aangetoond bij mensen, omdat de routinematige vaccinatie tegen pokken werd stopgezet na de uitroeiing van de pokken.
Er is gemeld dat het pokkenvaccin het risico op apenpokken bij eerder gevaccineerde personen in Afrika vermindert. De afname van de immuniteit tegen pokkenvirussen bij blootgestelde populaties is een factor in de prevalentie van apenpokken. Het wordt zowel toegeschreven aan afnemende kruisbeschermende immuniteit bij degenen die vóór 1980 werden gevaccineerd toen massale pokkenvaccinaties werden stopgezet, als aan het geleidelijk toenemende aantal niet-gevaccineerde personen.
De Amerikaanse Centers for Disease Control and Prevention (CDC) beveelt aan dat personen die onderzoek doen naar uitbraken van apenpokken en die betrokken zijn bij de zorg voor geïnfecteerde personen of dieren, een pokkenvaccinatie krijgen om zich tegen apenpokken te beschermen. Personen die nauw of intiem contact hebben gehad met personen of dieren waarvan is bevestigd dat ze apenpokken hebben, moeten ook worden gevaccineerd.
De CDC beveelt pre-expositievaccinatie niet aan voor niet-blootgestelde dierenartsen, veterinair personeel of dierencontrolebeambten, tenzij dergelijke personen betrokken zijn bij veldonderzoek.
Gezondheidsautoriteiten in de Democratische Republiek Congo verleenden einde juni 2024 een noodvergunning voor twee pokkenvaccins. Het zou gaan om Jynneos van Bavarian Nordic (BAVA.CO), en LC16 van KM Biologics.
De Wereldgezondheidsorganisatie verleende op 13 september 2024 een eerste prekwalificatie aan het vaccin MVA/BN.

## Behandeling
In de Europese Unie is tecovirimat goedgekeurd voor de behandeling van verschillende pokkenvirussen, waaronder apenpokken.

## Epidemiologie
Apenpokken als een ziekte bij mensen werd voor het eerst in verband gebracht met een ziekte in de Democratische Republiek Congo (voorheen Zaïre), in de stad Basankusu, in de provincie Équateur, in 1970. In de DRC/Zaïre werd in 1996-1997 een tweede uitbraak van menselijke ziekten vastgesteld. In 2003 vond een kleine uitbraak van menselijke apenpokken plaats in de Verenigde Staten onder eigenaren van prairiehonden als huisdier. De uitbraak vond zijn oorsprong in Villa Park, Illinois, buiten Chicago, toen een handelaar in exotische dieren jonge prairiehonden hield in de nabijheid van een geïnfecteerde Gambiahamsterrat (Cricetomys gambianus) die recent uit Accra, Ghana was geïmporteerd. Eenenzeventig mensen werden naar verluidt besmet, van wie er geen stierf. In 2005 werden voor het eerst 49 gevallen gemeld in Soedan, zonder dodelijke afloop. De genetische analyse suggereert dat het virus niet afkomstig was uit Soedan, maar was geïmporteerd, hoogstwaarschijnlijk uit de Democratische Republiek Congo.
Er zijn veel meer gevallen van apenpokken gemeld in Centraal- en West-Afrika, en in het bijzonder in de Democratische Republiek Congo. De verzamelde gegevens zijn vaak onvolledig en onbevestigd, wat realistische schattingen van het aantal gevallen van apenpokken in de loop van de tijd belemmert. Desalniettemin werd gesuggereerd dat het aantal gemelde gevallen van apenpokken was toegenomen en dat het geografische voorkomen vanaf 2018 was uitgebreid.

## Naam
In november 2022 besloot de Wereldgezondheidsorganisatie om de ziekte in het vervolg alleen nog als mpox aan te duiden, met een overgangsperiode van een jaar tussen de oude en de nieuwe benaming. De naam monkeypox zou te stigmatiserend zijn richting bepaalde bevolkingsgroepen.

## Uitbraken

### Verenigde Staten 2003

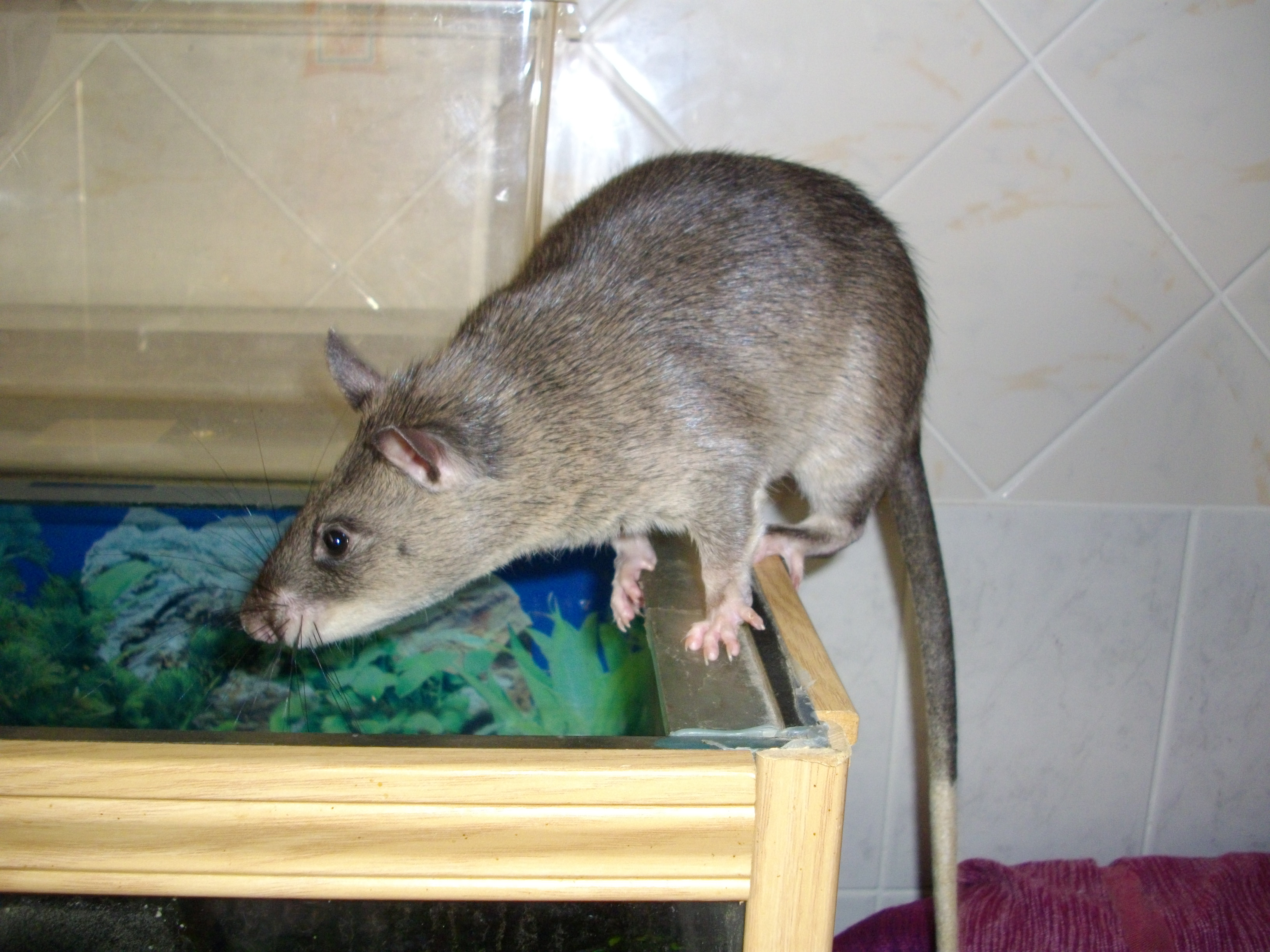
Gambiahamsterrat

In mei 2003 werd een jong kind ziek met koorts en uitslag nadat het was gebeten door een prairiehond die het had gekocht op een plaatselijke ruilbeurs in de buurt van Milwaukee, Wisconsin. In totaal werden tot en met 20 juni 2003 71 gevallen van apenpokken gemeld. Alle gevallen waren terug te voeren op Gambiahamsterratten, die in april 2003 uit Accra (Ghana) waren geïmporteerd door een distributeur van exotische dieren in Texas. Er vielen geen doden. Elektronenmicroscopie en serologische studies werden gebruikt om te bevestigen dat de ziekte menselijke apenpokken was.
Mensen met apenpokken ondervonden typisch prodromale symptomen van koorts, hoofdpijn, spierpijn, koude rillingen en doorweekt zweten. Ongeveer een derde van de geïnfecteerde mensen had een niet-productieve hoest. Deze prodromale fase werd 1-10 dagen later gevolgd door de ontwikkeling van een papulaire uitslag die doorgaans vorderde door stadia van vesiculatie, pustulatie, umbiculatie en korstvorming. Bij sommige mensen waren vroege laesies zweren geworden. Uitslag en laesies kwamen voor op hoofd, romp en extremiteiten; veel van de mensen hadden initiële en satellietlaesies op handpalmen, voetzolen en ledematen. Huiduitslag werd bij sommige mensen gegeneraliseerd. Na het begin van de uitslag vertoonden mensen over het algemeen huiduitslag in verschillende stadia. Alle getroffenen meldden direct of nauw contact met prairiehonden, waarvan later bleek dat die besmet waren met het apenpokkenvirus.

### Nigeria 2017
Apenpokken is naar verluidt verspreid over Zuidoost- en Zuid-Nigeria. Sommige staten en de federale regering van Nigeria zoeken naar een manier om het in te dammen en om een remedie te vinden voor de geïnfecteerden. Het heeft zich verspreid naar Akwa Ibom, Abia, Bayelsa, Benue, Cross River, Delta, Edo, Ekiti, Enugu, Imo, Lagos, Nasarawa, Oyo, Plateau, Rivers en Federal Capital Territory. De uitbraak begon in september 2017 en is vanaf mei 2019 in meerdere staten aan de gang.

### Verenigd Koninkrijk 2018
In september 2018 werd het eerste geval van apenpokken in het Verenigd Koninkrijk geregistreerd. De persoon, een Nigeriaans staatsburger, zou in Nigeria apenpokken hebben opgelopen voordat hij naar het Verenigd Koninkrijk reisde. Volgens Public Health England verbleef de persoon op een marinebasis in Cornwall voordat hij werd overgebracht naar de gespecialiseerde afdeling infectieziekten van het Royal Free Hospital. Er werd contact opgenomen met mensen die in contact waren geweest met de persoon sinds hij de ziekte had opgelopen. Een tweede geval werd bevestigd in de stad Blackpool, met een ander geval dat van een medisch werker die de zaak vanuit Blackpool verzorgde. Een vierde geval deed zich voor toen op 3 december 2019 de diagnose apenpokken werd gesteld bij een persoon in het zuidwesten van Engeland. Ze reisden vanuit Nigeria naar het Verenigd Koninkrijk.

### Singapore 2019
Op 8 mei 2019 werd een 38-jarige man die uit Nigeria reisde, opgenomen in een isolatieafdeling van het National Center for Infectious Diseases in Singapore, nadat was bevestigd dat dit het eerste geval van apenpokken in het land was. Als gevolg daarvan werden 22 mensen in quarantaine geplaatst. De zaak houdt mogelijk verband met de aanhoudende uitbraak in Nigeria.

### Gevallen in 2021
Op 24 mei werden in het VK drie gevallen van apenpokken uit een enkel huishouden geïdentificeerd door Public Health Wales. De gevallen werden ook gemeld door minister van Volksgezondheid Matt Hancock in een speech voor het parlement. Het indexgeval werd op 24 mei gediagnosticeerd na een reis vanuit Nigeria. Het tweede geval werd op 2 juni gemeld en het derde op 24 juni.
Op 16 juli werd in de VS een Amerikaan die terugkeerde van een reis in Nigeria gediagnosticeerd met apenpokken. Hij werd onmiddellijk in het ziekenhuis opgenomen en zijn toestand was naar verluidt stabiel.

### Uitbraak in 2022
In mei 2022 werden volgens de UK Health Security Agency verschillende gevallen vastgesteld in Londen en één in het noordoosten van Engeland. In openbare aankondigingen werd benadrukt dat apenpokken zich niet gemakkelijk tussen mensen verspreiden. In dezelfde maand meldden zowel Portugal als Spanje verschillende gevallen. Op 20 mei 2022 werd het eerste geval vastgesteld in Nederland en in België.
Op 18 mei werd in Massachusetts, Verenigde Staten, een geval bevestigd bij een man die naar Canada was afgereisd. Hij werd in het ziekenhuis opgenomen waarbij hij in goede conditie verkeerde.
Op 2 augustus 2022 waren er meer dan 900 bevestigde gevallen in Nederland volgens het RIVM.

### Uitbraak in 2023-2024
In september 2023 werd een subgroep van clade I van mpox geïdentificeerd in Kamituga, een mijnstad in Zuid-Kivu, Democratische Republiek Congo. In januari 2024 begon de mpox-epidemie in de Democratische Republiek Congo weer op te duiken. Op 30 juli 2024 trok de  Afrikaanse gezondheidsorganisatie (Africa CDC) aan de alarmbel, nadat  mpox naar steeds meer Afrikaanse landen was verspreid. Kort nadien riep Afrika CDC hierover de “noodtoestand voor de volksgezondheid” uit.  De  Wereldgezondheidsorganisatie (WHO) breidde dit op 14 augustus uit tot een gezondheidsnoodsituatie van internationaal belang.